# Колдвелл (Канзас)
Колдвелл (англ. Caldwell) — місто (англ. city) в США, в окрузі Самнер штату Канзас. Населення — 1025 осіб (2020).

## Географія
Колдвелл розташований за координатами 37°2′6″ пн. ш. 97°36′31″ зх. д. / 37.03500° пн. ш. 97.60861° зх. д. (37.035002, -97.608657).  За даними Бюро перепису населення США в 2010 році місто мало площу 2,83 км², уся площа — суходіл.

## Демографія
Згідно з переписом 2010 року, у місті мешкало 1068 осіб у 495 домогосподарствах у складі 277 родин. Густота населення становила 378 осіб/км².  Було 642 помешкання (227/км²).
Расовий склад населення:
| - 95,2 % — білих - 1,7 % — корінних американців - 0,8 % — чорних або афроамериканців - 0,1 % — азіатів - 1,1 % — осіб інших рас |

До двох чи більше рас належало 1,0 %. Частка іспаномовних становила 3,1 % від усіх жителів.
За віковим діапазоном населення розподілялося таким чином: 21,1 % — особи молодші 18 років, 54,9 % — особи у віці 18—64 років, 24,0 % — особи у віці 65 років та старші. Медіана віку мешканця становила 47,1 року. На 100 осіб жіночої статі у місті припадало 92,4 чоловіків;  на 100 жінок у віці від 18 років та старших — 88,6 чоловіків також старших 18 років.
Середній дохід на одне домашнє господарство  становив 57 896 доларів США (медіана — 38 309), а середній дохід на одну сім'ю — 79 507 доларів (медіана — 55 833). Медіана доходів становила 45 417 доларів для чоловіків та 30 163 долари для жінок. За межею бідності перебувало 17,5 % осіб, у тому числі 24,6 % дітей у віці до 18 років та 17,4 % осіб у віці 65 років та старших.
Цивільне працевлаштоване населення становило 506 осіб. Основні галузі зайнятості: освіта, охорона здоров'я та соціальна допомога — 31,8 %, мистецтво, розваги та відпочинок — 15,8 %, роздрібна торгівля — 11,3 %, виробництво — 8,7 %.